# Глинсько (зупинний пункт)
Глинсько — пасажирський залізничний зупинний пункт Львівської дирекції Львівської залізниці розташований на одноколійній, неелектрифікованій лінії Львів — Рава-Руська.
Розташований біля с. Глинськ Жовківського району між станціями Жовква та Добросин.
На зупинному пункті зупиняються приміські поїзди.